# Barda (rajón)
Barda (ázerbájdžánsky Bərdə) je rajón v centrální části Ázerbájdžánu.
v Okrese je 73 institucí, 32 předškolních zařízení, 76 škol, 16 zdravotnických zařízení, 205 kulturních center.
Hlavním městem je město Barda.
Má rozlohu 957 km2 a žije zde okolo 136 000 obyvatel.

## Dějiny
Bardský rajón vznikl 8. srpna 1930, nachází se v severozápadní části Ázerbájdžánu.
Město Barda, centrum regionu, je jedním z nejstarších měst nejen v Ázerbájdžánu, ale i na celém Středním Východě. Archeologické vykopávky odhalily mince z doby Alexandra Velikého, Aracise a římského císaře Augusta. Archeologické vykopávky dokazují, že Barda byla už ve starověku důležitým obchodním centrem.
Během mongolské invaze byla většina regionu nenávratně zničena.
Po připojení Karabašského chanátu začali Rusové přesídlovat do rajónu Armény. Jen v roce 1828 bylo do Bardy přesídleno více než tisíc rodin. Za doby Ruského impéria byl bardský rajón součástí Jelizavetpolské gubernie. Od roku 1918 je součástí nezávislého Ázerbájdžánu.

## Hospodářství
Základem ekonomiky v regionu je zemědělství a chov skotu. V rostlinné výrobě převažuje pěstování obilí a bavlny. Každoročně nabývá také na důležitosti chov bource morušového. V posledních letech se výrazně zvýšila produkce melounů a zeleniny. Živočišné produkty jsou z regionu přepravovány do většiny velkých ázerbájdžánských měst. 
Po rozpadu SSSR byly v regionu úspěšně provedeny agrární reformy. 43.362 hektarů půdy bylo převedeno do soukromého vlastnictví 24.324 rodin. Zemědělství v rajónu je pouze v soukromých rukách, stát se zde nevěnuje zemědělství. V okrese je více než 300 farem. Počet farem se každoročně zvyšuje, společně s tím se zvyšuje produkce.
V roce 2017 region vyprodukoval 55.179 tun obilí, 24 tis. tun luštěnin, 22.402 tun bavlny, 33.013 tun cukrové řepy, 1.991 tun brambor, 549 tun slunečnicových semen, 42.877 tun zeleniny, 8.491 tun ovoce a obilí, 2.512 tun hroznového vína a 28.200 tun melounů.

## Pamětihodnosti
Historické pamětihodnosti v rajónu jsou:
- Ibrahimova mešita (postavena v 8. století)
- Hrobka Bahrama Mirzy
- Dva unikátní mosty přes řeku Terter
- Mešita Džuma
- Mauzoleum v Bardě (1322)
- lázeňský dům ve vesnici Shirvanly (18. století)

## Města a vesnice v rajónu
Ərəblər, Güloğlular, Şorəlli, Qaraqoyunlu (Bərdə), Qaradağlı (Bərdə), Divanlı, Cəyirli, Gərənə, Şatırlı, Kürdborakı, Hacallı, Qazaxlar, Nazırlı, Yeni Daşkənd, Mehdixanlı, Umudallar, Tağılar, Canavarlı, Cicimli, Qayalı, Hacallı, Həsənqaya, Saatlı (Bərdə), Qəhrəmanlı, Mirəsəbli, Qarağacı (Bərdə), Mirzəcəfərli, Mollagüllər, Samux (Bərdə), Əyricə, Yeni Əyricə, Kərimbəyli, Nəcəfqulubəyli, Mirzalıbəyli, Qaraməmmədli, Məmmədli (Bərdə kəndi), Mustafaağalı, Mollalı, Məşədiibişli, Ağalı, Lənbəran, Qazaxlar, Xəsili, Mollaisalar, Kolayır, Mollaməmmədli, Gülgəzli, Sərkərlar, Otuzikilər, Hacıəhmədli, Vəliuşaqlı, Bayramlı, Xanərəb, Şərəfli, Qurdlar, Kətəlparaq, Piyadalar, Şirvanlı, Dəymədağlı (Bərdə), Uğurbəyli, Bala Qəcər, Qullar, Hüseynbəyli, Böyük Qəcər, Xanxanımlı, Kələntərli, Darğalar, Əliyanlı, Muğanlı, Qasımbəyli, Körpüqıran, Alaçadırlı, Alpout, Qarayusifli, Tumaslı, I-Qaradəmirçi, II-Qaradəmirçi, Lək, Arabaçılar, Hacılar (Bərdə kəndi), Hüseynallar, Qaradırnaq, Qaratəpə, Mehdili, Xanağalı, Qaradəmirçi, Türkmən, Həsənli (Bərdə, Kəbərkənd, Mirzəxan, Hacıbəyli, Kafarlı, Cumalar, Təhlə, Çələbilər, Nifçi, Böyük Göyüşlü, Bala Göyüşlü, Soğanverdilər, Bəcirəvan, İmirli, Hacallı, Şahvəllər, Zümürxaç, İmanqulubəyli (Bərdə), Dilənçilər